# Psychoda atraseta
Psychoda atraseta és una espècie d'insecte dípter pertanyent a la família dels psicòdids que es troba a Centreamèrica: Panamà.